# Bella Donna's
Bella Donna's is een Nederlandse romantische komedie film uit 2017 geregisseerd door Jon Karthaus. De film ging op 14 september 2017 in première.

## Verhaal
De film volgt een vriendinnengroep die bestaat uit Amy, Jasmijn, Sasha en Bella. Wanneer Bella komt te overlijden besluiten de drie overige vriendinnen om Bella haar bucketlist voor haar alsnog te gaan voltooien. 
De drie vriendinnen gaan gelijk aan de slag; van parachute springen tot meedoen aan een illegale straatrace en tot het doen van een Brazilian wax. Alles lijkt voorspoedig te verlopen totdat de drie vriendinnen bij de volgende opdracht van de bucketlist komen: het vinden van ware liefde.

## Rolverdeling
| acteur                 | personage             |
| ---------------------- | --------------------- |
| Carolien Spoor         | Jasmijn               |
| Kiki van Deursen       | Amy                   |
| Eva Laurenssen         | Sasha                 |
| Melody Klaver          | Bella                 |
| Thijs Römer            | Roel                  |
| Robert de Hoog         | Yuri                  |
| Manuel Broekman        | Simon                 |
| Egbert-Jan Weeber      | Niels                 |
| Ferdi Stofmeel         | Guido                 |
| Bart Klever            | Silvio                |
| Nadja Hüpscher         | Angelina              |
| Holly Mae Brood        | SM-winkelmedewerkster |
| Mingus Dagelet         | vriend Melvin         |
| Nick Golterman         | Billy                 |
| Hinda Ferjani          | Senza                 |
| Leo Alkemade           | Joost                 |
| Stephanie Louwrier     | Bianca                |
| Jon Karthaus           | ober                  |
| André Dongelmans       | gastheer Gerard       |
| Jochen Otten           | rechercheur Frans     |
| Rein Hofman            | agent Stein           |
| Diederik Jekel         | klant boekwinkel      |
| Mike Libanon           | dansleraar            |
| Oren Schrijver         | Krav Maga leraar      |
| Jord Knotter           | mooie man             |
| Jip Smit               | uitgever              |
| Rick Paul van Mulligen | eindredacteur         |

## Achtergrond
De film werd op 23 november 2016 aangekondigd door distributeur Dutch FilmWorks met Carolien Spoor, Kiki van Deursen en Eva Laurenssen in de hoofdrollen en met Jon Karthaus als regisseur. Diezelfde maand startte eveneens de opnames.
Bella Dona's ging vervolgens op 14 september 2017 in première. Twee weken later, op 27 september 2017, werd de film bekroond met een Gouden Film voor het behalen van 100.000 bezoekers.